# بوب هاكيت
بوب هاكيت (بالإنجليزية: Bob Hackett)‏ هو سياسي أمريكي، ولد في 3 أغسطس 1949 في كولومبوس في الولايات المتحدة. حزبياً، نشط في الحزب الجمهوري. وقد انتخب عضو مجلس نواب أوهايو.

## وصلات خارجية
- الموقع الرسمي